# HD 216206
HD 216206，又名BD+49 3954，SAO 34862、HR 8692，是一颗恒星，视星等为6.21，位于銀經104.1，銀緯-7.71，其B1900.0坐标为赤經22h 45m 52.6s，赤緯+50° -7.71′ 50″。